# Sertić
Sertić je hrvatsko prezime.

## Poznati nositelji prezimena
- Grégory Sertić (1989. -), francuski nogometaš, hrvatskog porijekla
- Tomislav Sertić (1902. – 1945.), prvi zapovjednik Ustaške vojnice
- Zdenka Sertić (1899. – 1986.), hrvatska slikarica

## Podrijetlo prezimena
Stari brinjski rod. Sertići se u dokumentima spominju 1645. godine prigodom dijeljenja brinjskog zemljišta između starosjedilaca Hrvata i doseljenih Vlaha. Sertići vode podrijetlo iz Udbine, a u Gacku (Sinac i Brinje) naselili su se nakon bitke na Krbavi. (Enver Ljubović) 

## Povijesni izvori o prezimenu Sertić
Danas značajnije naseljavaju Zagreb, Sisak, Jezerane